# Missouri (rivière)
Pour les articles homonymes, voir Missouri et Big Muddy.
Le Missouri est une rivière américaine, principal et plus long affluent du fleuve Mississippi. Il donne son nom à l'État du Missouri.

## Géographie
Le Missouri est non seulement l'affluent le plus long du Mississippi mais, en remontant de part et d'autre de leur confluent, il a  fallu des dizaines d'années aux explorateurs pour être certains qu'il était plus long que le Mississippi lui-même : son cours totalise 3 767 km, loin derrière le record du monde de l'Amazone et du Nil. Son débit varie de 120 à 17 000 m3/s.
Il naît dans le sud-ouest du Montana, au confluent de trois rivières : Jefferson, Madison et Gallatin, qui prennent leur source dans les montagnes Rocheuses. Il traverse les Grandes Plaines de l'est du Montana, du Dakota du Nord, et du Dakota du Sud, marque la frontière entre le Nebraska et l'Iowa, puis entre le Kansas et le Missouri avant d'aller se jeter dans le Mississippi juste au nord de Saint-Louis.
Le Missouri est surnommé « Big Muddy » (en français : Grand boueux, trouble) car ses eaux charrient beaucoup de limon, ce qui est particulièrement visible à son point de confluence avec le Mississippi. Son taux de turbidité est de 2,7 kg par mètre cube.

### Affluents
La rivière Missouri et ses affluents drainent une vaste portion du territoire américain correspondant à environ un sixième de sa superficie. Les affluents de sa rive droite ont pour la plupart une orientation générale ouest-est et drainent les plaines semi-arides situées à l'ouest du centième méridien appelées communément en anglais les Great Plains (en français les Grandes Plaines). Plusieurs d'entre eux prennent leur source dans les montagnes Rocheuses ou sur leurs contreforts. C'est notamment le cas de la Yellowstone, de la Platte River et de la Niobrara. Les affluents de la rive gauche sont nettement plus courts que ceux de la rive droite, à l'exception notable de la Milk et de la James River. Ils ont pour la plupart une orientation générale nord-sud. Trois d'entre eux, les Milk, Big Muddy Creek et Poplar, drainent une très petite portion du territoire canadien.

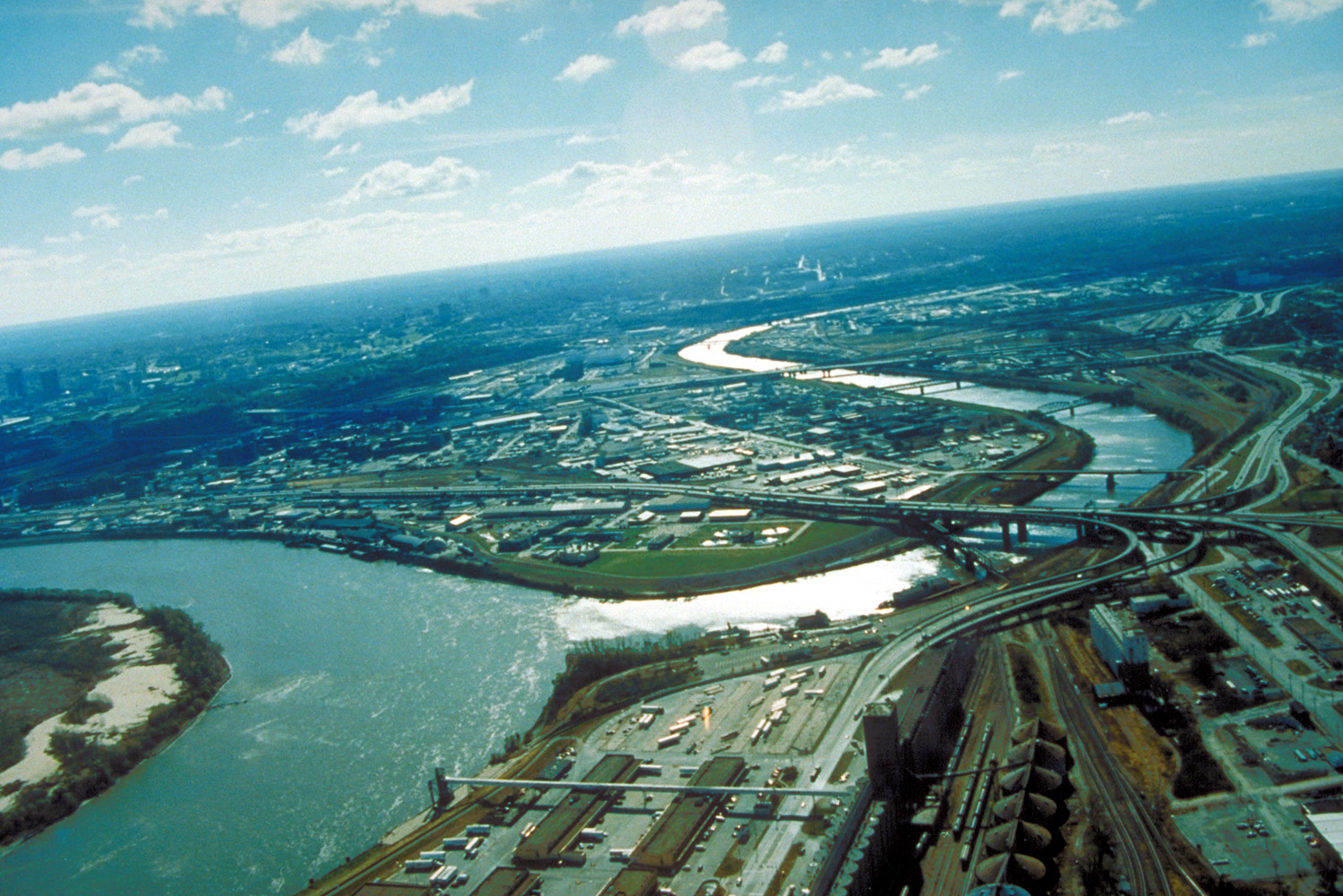
Confluence des rivières Kansas et Missouri à Kansas City.

Les noms des principaux affluents que reçoit le Missouri d'amont en aval sont donnés dans le tableau ci-dessous ainsi que leur longueur, la superficie de leur bassin versant, leur débit moyen et la rive qu'ils occupent.
| Nom                                                  | Longueur | Bassin versant | Débit     | Rive   |
| ---------------------------------------------------- | -------- | -------------- | --------- | ------ |
| sources du Missouri                                  |          |                |           |        |
| Jefferson                                            | 124 km   | 24 670 km2     | 53 m3/s   |        |
| Madison                                              | 295 km   |                | 50 m3/s   |        |
| Gallatin                                             | 193 km   | 4 650 km2      | 33 m3/s   |        |
| de Three Forks à la frontière Dakota du Sud-Nebraska |          |                |           |        |
| Sun                                                  | 209 km   |                |           | gauche |
| Marias                                               | 338 km   |                |           | gauche |
| Judith                                               | 200 km   |                |           | droite |
| Musselshell                                          | 470 km   |                | 7 m3/s    | droite |
| Milk                                                 | 1 173 km | 57 800 km2     | 15,5 m3/s | gauche |
| Big Muddy Creek                                      | 307 km   |                |           | gauche |
| Yellowstone                                          | 1 080 km | 182 300 km2    | 350 m3/s  | droite |
| Petit Missouri                                       | 901 km   | 21 500 km2     | 14,5 m3/s | droite |
| Grand River                                          | 320 km   |                | 7 m3/s    | droite |
| White River                                          | 816 km   | 26 400 km2     | 17 m3/s   | droite |
| Cheyenne                                             | 475 km   | 62 000 km2     | 23 m3/s   | droite |
| Niobrara                                             | 692 km   | 30 000 km2     | 51 m3/s   | droite |
| James                                                | 1 143 km | 53 500 km2     | 25 m3/s   | gauche |
| Big Sioux                                            | 470 km   | 21 800 km2     | 57 m3/s   | gauche |
| de la frontière Nebraska-Iowa à l'embouchure         |          |                |           |        |
| Platte                                               | 1 596 km | 230 000 km2    | 198 m3/s  | droite |
| Kansas                                               | 1 196 km | 155 000 km2    | 207 m3/s  | droite |
| Osage                                                | 805 km   | 39 600 km2     | 308 m3/s  | droite |

### Débits du Missouri

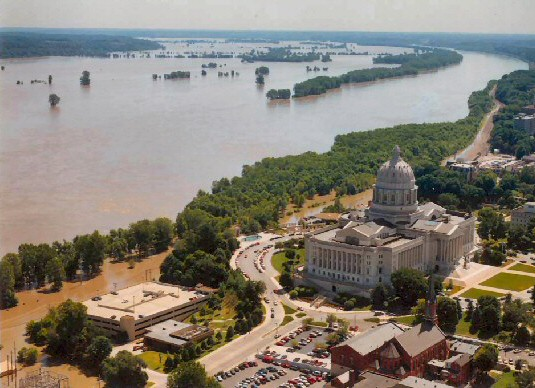
Les eaux du Missouri menaçant le capitole de l'État du Missouri lors de la crue de 1993.

Le débit de la rivière a été mesuré dans plusieurs localités. Le Missouri roule 144 m3/s à Toston, quelques kilomètres en aval de Three Forks, dans le Montana. À Bismarck, après avoir reçu les eaux de la Yellowstone, il roule 624 m3/s. À Kansas-City après avoir reçu les eaux de la Platte River et de la Kansas River, il roule 1 551 m3/s. Enfin à Hermann, quelques kilomètres avant son embouchure, il roule 2 440 m3/s. Le Missouri double presque le volume du Mississippi à la confluence des deux cours d'eau. Il contribue pour 45 % au débit total du fleuve à Saint-Louis en temps normal, mais cette contribution peut atteindre 70 % durant un épisode de sécheresse.
Le Missouri draine une vaste plaine au climat en grande partie semi-aride, les précipitations diminuant graduellement vers l'ouest en direction des montagnes Rocheuses. C'est pourquoi, bien que son bassin hydrographique soit nettement plus vaste que ceux du Mississippi supérieur ou de l'Ohio, son débit à son embouchure est plus faible. La tranche d'eau écoulée en une année dans son bassin-versant n'est que de 57 mm contre 203 mm pour le Mississippi supérieur et 511 mm pour l'Ohio.
| Localité de la mesure | Altitude | Surface du bassin versant | Débit moyen | Tranche d'eau |
| --------------------- | -------- | ------------------------- | ----------- | ------------- |
| Toston                | 1 190 m  | 37 963 km2                | 144 m3/s    | 119 mm/an     |
| Great Falls           | 855 m    | 60 274 km2                | 207 m3/s    | 108 mm/an     |
| Barrage de Fort Peck  | 615 m    | 148 955 km2               | 263 m3/s    | 56 mm/an      |
| Bismarck              | 493 m    | 482 403 km2               | 624 m3/s    | 41 mm/an      |
| Omaha                 | 288 m    | 835 406 km2               | 912 m3/s    | 34 mm/an      |
| Kansas City           | 215 m    | 1 252 850 km2             | 1 551 m3/s  | 39 mm/an      |
| Boonville             | 172 m    | 1 295 811 km2             | 1 898 m3/s  | 46 mm/an      |
| Hermann               | 147 m    | 1 352 230 km2             | 2 440 m3/s  | 57 mm/an      |

Sources : USGS Water Data for the Nation
Le débit du Missouri manque de pondération. Son régime présente un maximum en juin, en raison des fortes pluies estivales que renforce la fonte des neiges dans les Rocheuses, et un minimum en janvier, à cause de la rétention nivale. La construction de nombreux barrages sur son cours et sur ceux de ses affluents a contribué à réduire ces importantes fluctuations. Néanmoins des crues historiques peuvent toujours se produire. La crue de 1993 fut à cet égard remarquable. Le débit de la rivière a atteint le 31 juillet 1993 la valeur record de 21 000 m3/s à Hermann. Il faut remonter à l'année 1844 pour trouver une crue d'importance comparable. Cette année-là le débit de la rivière s'était élevé à 20 000 m3/s au même endroit au mois de juin. Des pluies prolongées sur la partie méridionale de son bassin sont responsables de la crue de 1993. Elles ont provoqué notamment le débordement de plusieurs de ses affluents dont les rivières Kansas et Platte.

### États et villes traversés
Les plus grandes villes arrosées sont d'amont en aval Great Falls, Bismarck, Pierre, Omaha, Kansas City, Jefferson City et Saint Louis.

### Aménagements de son cours

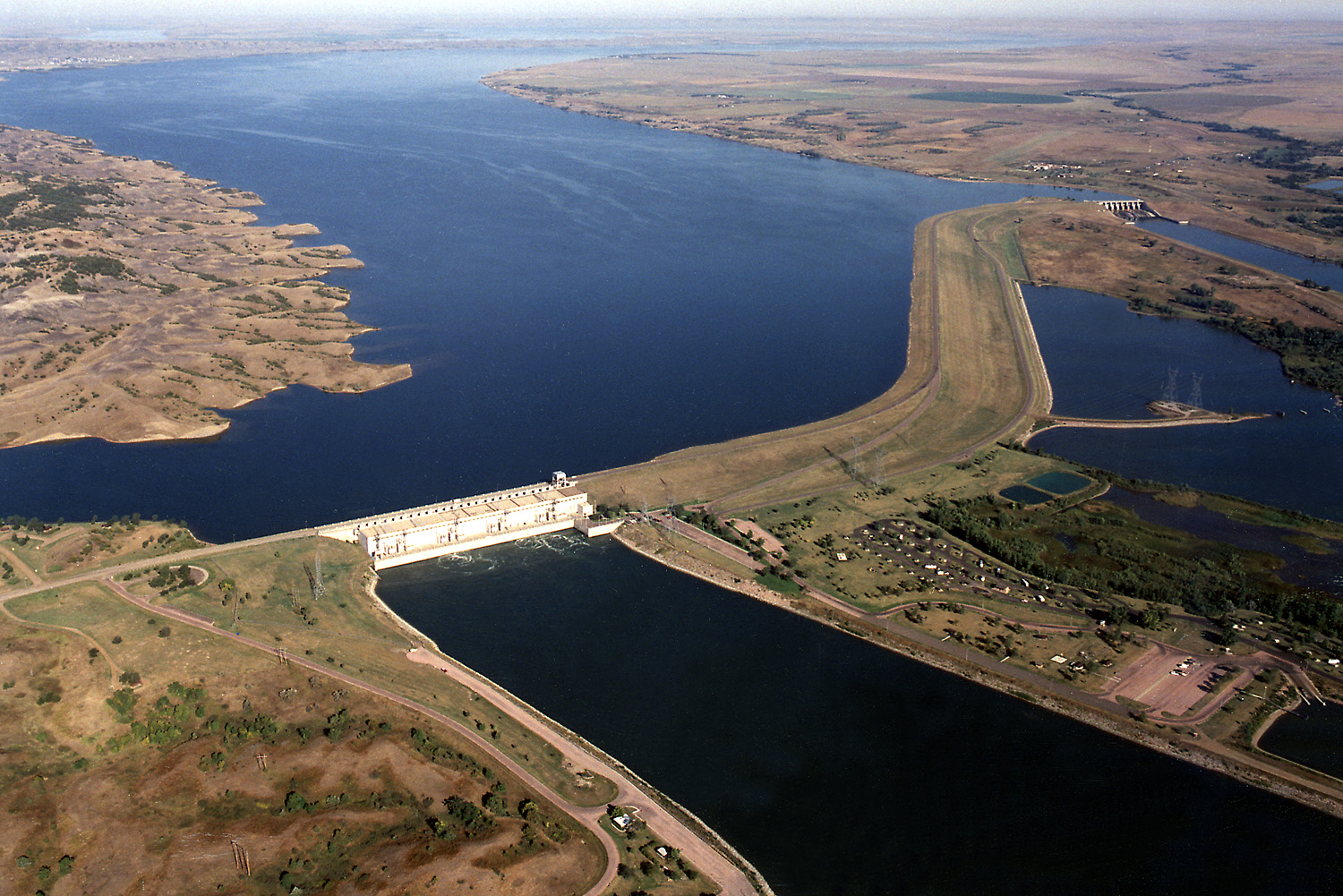
Barrage de Big Bend dans le Dakota du Sud

Le Missouri décrit d'amples méandres à travers une large plaine d'inondation dans la partie inférieure de son cours. Son cours n'y est pas fixe mais au contraire change de temps à autre, laissant dans son sillage des lacs en forme de croissant appelés en anglais oxbow lake. Le Big Lake (en), dans l'État du Missouri, est aujourd'hui le plus grand d'entre eux. Au début du XIXe siècle, la Cour suprême des États-Unis a statué que lorsque la rivière changeait de cours, le tracé de la frontière d'un État devait changer aussi. Cependant, à la fin du XIXe siècle, la cour revint sur cette décision, créant ainsi des bizarreries géographiques. C'est notamment le cas du lac Carter, dans la ville de Omaha (Nebraska), primitivement sur la rive gauche de la rivière, côté Iowa, qui crée aujourd'hui une enclave sur l'autre rive, côté Nebraska.
Au XXe siècle, à la suite de la signature par le président Franklin D. Roosevelt du Flood Control Act (en) en 1944, une série de grands barrages furent construits sur le cours supérieur du Missouri, afin de contrôler le débit de la rivière, d'irriguer les terres arides des grandes plaines et de produire de l'hydroélectricité. Ces barrages ont transformé le cours de la rivière en un vaste système de réservoirs, le plus vaste d'Amérique du Nord. D'amont en aval se succèdent les six barrages suivants : le barrage de Fort Peck dans le Montana, le barrage de Garrison dans le Dakota du Nord, les barrages d'Oahe, de Big Bend et de Fort Randall dans le Dakota du Sud, et le barrage de Gavins Point sur la frontière commune au Dakota du Sud et au Nebraska. Ces barrages ont donné naissance respectivement aux lacs de retenue suivants : le lac de Fort Peck, le lac Sakakawea, le lac Oahe, le lac Sharpe, le lac Francis Case et le lac de Lewis et Clark.
Ces barrages sont dépourvus d'écluses, si bien que les navires de commerce ne peuvent pas remonter la rivière au-delà du barrage de Gavins Point. Le Corps du génie de l'armée des États-Unis est chargé d'entretenir un chenal de navigation de 3 mètres de profondeur et de 1 183 km de longueur sur la section comprise entre Sioux City et Saint Louis. 35 % de la longueur du cours du Missouri a été noyé sous les eaux pour former des lacs et 32 % a été canalisé. La rivière ne coule donc plus désormais librement que sur les 33 % restant. L'unique section de son cours de taille significative a ne pas avoir été aménagée est située entre le barrage de Gavins Point et le parc d'État de Ponca (en) (Nebraska). Cette section est caractérisée par la présence d'îles, de bancs de sable et de rapides qui ont disparu ailleurs. La canalisation d'une partie de son cours, en supprimant des méandres, a réduit la longueur de la rivière de 116 km.
Les digues, les quais et les levées construites sur ses berges ont transformé une rivière au cours vagabond en un cours fixe, plus étroit et plus profond afin de maintenir le chenal de navigation.
La rivière charrie une grande quantité de limon et de sable, mais la vitesse élevée du courant dans le chenal de navigation ne permet pas à ces sédiments de se déposer pour former des bancs si bien qu'il n'est pas nécessaire de draguer la rivière aussi fréquemment que le Mississippi.

## Géologie
(avril 2017).
Le contenu est difficilement compréhensible vu les erreurs de traduction, qui sont peut-être dues à l'utilisation d'un logiciel de traduction automatique.

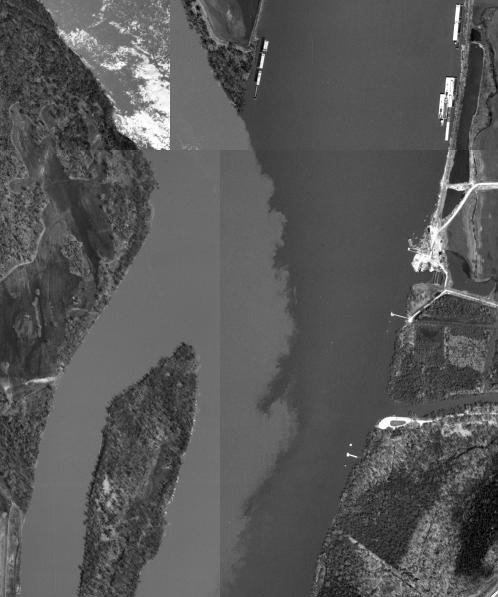
Confluence du Missouri et du Mississippi.

Les montagnes Rocheuses du Sud-Ouest du Montana, dans lesquelles la rivière Missouri prend source se sont élevées lors de l'orogenèse du Laramide, phénomène de surrection il y a 70 à 45 millions d'années (fin du Mésozoïque). Cette orogenèse a soulevé des roches du Crétacé le long de la côte Ouest de la voie maritime intérieure de l'Ouest, une vaste mer peu profonde qui s'étendait de l'océan Arctique au golfe du Mexique et qui a déposé les sédiments qui sont maintenant à la base d'une grande partie du bassin de drainage du Missouri. Cette élévation du Laramide a causé le recul de la mer, posant le cadre d'un énorme système de drainage de cours d'eau s'écoulant des Rocheuses et des Appalaches, prédécesseur de l'actuel bassin versant du Mississippi. L'orogenèse du Laramide est essentielle pour l'hydrologie du Missouri, puisque la neige et la glace qui fondent des Rocheuses fournissent la majorité du flux au Missouri et à ses affluents.
Le Missouri et beaucoup de ses affluents traversent les Grandes Plaines, coulant ou coupant dans le groupe Ogallala et des roches sédimentaires datant du milieu du Cénozoïque. 
La plus ancienne couche de sédiment datant de l'ère Cenozoic remonte à la  Formation Fluviale Blanche, qui a eu lieu il y a environ 35 à 29 millions d'années. Cette dernière étant majoritairement constituée de claystone, de grès, de calcaire et le conglomérat.
Par la suite, le groupe fluvial Arikaree a été formé il y a 29 à 19 millions d'années, entrainant le dépôt d'ardoise ainsi que de fin dépôt de grès.
Durant la fin du Miocène et début du Pilocène, Ogallala ainsi que la formation Broadwater, entrainent des dépôts placés sur le Groupe Arikaree, ces derniers constitués de matière érodée provenant des Montagnes Rocheuses à une période de fort bouleversement topographique. Cet étirement s'étend des Montagnes Rocheuses jusqu'aux Grandes Plaines, leur donnant une grande partie de leur inclinaison vers l'Est.
Immédiatement avant la période glaciaire du Quaternaire, la rivière Missouri était probablement divisée en trois segments : une partie supérieure qui s'écoulait vers le nord dans la baie d'Hudson, et le milieu et les sections inférieures qui ont coulé vers l'Est. 
La Période glaciaire pré-Illinoian a détourné le Sud-Est de la rivière Missouri vers sa confluence avec le Mississippi, l'obligeant à intégrer un système fluvial seul qui coupe à travers la pente régionale. Au Montana occidental, le Missouri admet à la fois une coulée vers le Nord ainsi qu'à l'Est autour des monts Bears Paw (en). Des saphirs peuvent être trouvés à certains endroits le long de la rivière dans l'Ouest du Montana.
Les avances des couches de glace continentales ont détourné la rivière et ses affluents, qui ont fini par s'unir, formant des grands lacs provisoires comme des lacs glaciaires de Great Falls (en), Musselshell et d'autres. Comme les lacs sont montés, l'eau qui les compose se renverse à travers des fossés de drainage adjacentes, créant des canaux maintenant abandonnés et des ravines créant l'affaissement de Shonkin, sur 160 km de long. Quand les glaciers ont reculé, le Missouri a coulé dans un nouveau cours le long du côté sud des Bear Paws et la partie inférieure de la Milk River a pris le contrôle du canal principal. 
Le surnom du Missouri, le « Grand boueux », a été inspiré par l'étendue des dépôts de boue et de vase, plus important que n'importe quelle rivière nord-américaine. Dans son état de pré-développement, la rivière a transporté environ 159 à 290 millions de tonnes par an. La construction de barrages et de digues a considérablement réduit cela, avec 18 à 23 millions de tonnes aujourd'hui. Une grande partie de ces sédiments est issue du lit majeur de la rivière. À chaque fois que la rivière a changé de cours, cela a entraîné l'érosion de tonnes de terre et de roches. Cependant, l'endiguement et la canalisation de la rivière ont permis de la garder hors de portée des sources naturelles de dépôt, durant la majorité de son cours. Les réservoirs le long du Missouri retiennent environ 33 millions de tonnes de sédiments chaque année. Malgré cela, la rivière transporte toujours plus que la moitié de la vase totale qui se vide dans le golfe du Mexique ; le delta du Mississippi, formé par des dépôts de sédiments à l'embouchure du Mississippi, constitue la majorité des sédiments transportés par le Missouri.

## Histoire

### Peuples indigènes
Les preuves archéologiques, particulièrement au Missouri, suggèrent que la présence des premiers habitants du bassin versant du Missouri date de la fin du Pléistocène, entre 10 000 et 12 000 ans. À la fin de la dernière période glaciaire, de grandes migrations humaines ont eu lieu, comme celles via le pont terrestre de Bering entre les Amériques et l'Eurasie. Au cours des siècles, le Missouri a constitué l'un des principaux chemins de migration. La plupart des groupes migrateurs qui sont passés par cette zone se sont finalement installés dans la vallée de l'Ohio et la vallée inférieure du Mississippi, mais beaucoup, y compris les Mound Builders, sont restés le long du Missouri, devenant les ancêtres des futurs peuples indigènes des Grandes Plaines.
Les peuples indigènes d'Amérique du Nord qui ont vécu le long du Missouri ont historiquement eu l'accès à suffisamment de nourriture, d'eau et à des abris présents naturellement. Beaucoup d'animaux migrateurs habitaient naturellement la zone des plaines. Avant qu'ils n'aient été abattus par les colons, ces animaux, comme le bison, leur apportaient viande, vêtements et d'autres articles du quotidien ; il y avait aussi de grandes zones ripariennes dans la plaine inondable de la rivière qui ont permis le développement des herbes et d'autres aliments de base. Aucune trace écrite des tribus et des peuples de la période de contact pré-européenne n'existe car ils n'avaient pas encore fait usage de l'écriture. Selon les écrits des premiers colons, les principales tribus présentes le long de la rivière du Missouri étaient les Otos, Missouris, Omahas, Poncas, Brûlés, Lakotas, Arikaras, Hidatsas, Mandans, Assiniboines, Gros-Ventres et Pikunis.
Dans ce contexte pré-colonial, la rivière Missouri a été utilisée comme un chemin de commerce et de transport ; ainsi la rivière et ses affluents formaient souvent des frontières territoriales. La plupart des peuples indigènes de la région avaient à ce moment-là des cultures semi-nomades, avec beaucoup de tribus entretenant des camps qui diffèrent d'été en hiver. Cependant, le centre de richesse et de commerce des Amérindiens se trouve le long de la rivière du Missouri dans la région du Dakota. Un grand nombre de villages fortifiés des Mandans, Hidatsas et Arikaras situés sur les falaises et les îlots de la rivière abritaient des milliers de personnes, et servirent par la suite de comptoirs commerciaux utilisés par des premiers explorateurs français et britanniques et les marchands de fourrures.
Après l'introduction des chevaux auprès des tribus du Missouri, probablement par des populations européennes, le mode de vie des Amérindiens de la région change radicalement. L'utilisation du cheval leur a permis de voyager sur des distances plus grandes et ainsi leur faciliter la chasse, les communications et le commerce. 
Cependant, l'arrivée des Européens en Amérique du Nord entraîne une rapide décroissance des populations indigènes, notamment due aux maladies étrangères importées par les colons, comme la variole, qui ont fait rage, décimant des populations entières d'Amérindiens. Ces derniers se retrouvent rapidement reclus dans des domaines de repeuplement et des réserves, souvent sous la menace.

### Louis Jolliet et Jacques Marquette
Les premiers Européens à voir la rivière Missouri furent les explorateurs français Louis Jolliet et Jacques Marquette, qui peu de temps après admirèrent les pétroglyphes Piasa sur les falaises au-dessus du fleuve Mississippi à Alton dans l'Illinois et reconnurent le confluent de la rivière Missouri et du fleuve Mississippi.
Marquette fut le premier à retranscrire le nom utilisé par les Amérindiens de l'Illinois « Vemessvrit », pouvant être prononcé /wiːmihsuːrɪta/, qui donne aujourd’hui son nom au fleuve. Missouri signifierait en lui-même « pirogue monoxyle », le terme transcrit par Marquette désignant quant à lui les possesseurs de ces pirogues.

### Étienne de Veniard, sieur de Bourgmont
Au tout début du XVIIIe, un autre explorateur français, Étienne de Veniard, sieur de Bourgmont, arpente la région du haut bassin du Mississippi et la vallée du Missouri. Il rédige alors deux documents. 
- En 1713 : le premier s'intitule « Description exacte de la Louisiane, ses ports, ses terres, ses rivières et les tribus indiennes qui l'occupent ». Il y mentionne le commerce possible et les avantages de créer une colonie française dans le territoire de la Louisiane française.
- En 1714 : le second s'intitule « La route à suivre pour longer la rivière Missouri ».

C'est grâce à ses descriptions géographiques, que le cartographe français Guillaume Delisle établira, dès le début du XVIIIe siècle, les premières cartes de cette région.
Jean-Baptiste Le Moyne de Bienville, fondateur de la Louisiane, regretta que le gouverneur de la Louisiane française, Antoine Laumet de La Mothe, sieur de Cadillac, ait déclaré Bourgmont « hors-la-loi » à la suite d'une attaque meurtrière d'un fort français par des autochtones, alors qu'il aurait mérité d'être décoré de l'ordre de Saint-Louis.

### Vente de la Louisiane française
Dès 1763, le traité de Paris incite les Espagnols à revendiquer le Missouri car, au XVIe siècle, Hernando de Soto avait remonté le Mississippi.
En 1803, la vente de la Louisiane par la France napoléonienne aux États-Unis rapporta pour un peu plus de 23 millions de dollars au budget de l'État napoléonien.
La rivière a joué un rôle considérable dans l'expansion des pionniers américains vers l'Ouest du pays. La Louisiane continua à être explorée, notamment par l'expédition Lewis et Clark, qui naviguait sur le Mississippi et le Missouri pour trouver un passage vers l'océan Pacifique. À la fin du XIXe siècle, le Missouri était le principal moyen de transport de marchandises et de passagers avant l'extension des lignes de chemin de fer. Les bateaux à vapeur, dotés de roues à aubes, permettaient de remonter le cours d'eau suffisamment loin pour rejoindre les colonies retirées du Dakota et du Montana.
À partir du début du XXe siècle, le cours supérieur du Missouri fut contrôlé par une série de barrages, qui servirent à l'irrigation et à la production d'électricité.